# Дубенцовская
Дубенцо́вская — станица в Волгодонском районе Ростовской области.
Административный центр Дубенцовского сельского поселения.

## История
Около 1791 года в 9-и километрах от Дона, по левому берегу на возвышенности, поселился казак Дубенцов, который и дал начало хутору Дубенцову Николаевской станицы 1-го Донского округа. По переписи 1873 года в списке населенных мест Области войска Донского значится хутор Дубенцов Николаевской станицы 1-го Донского округа при реке Ушаковке, от окружной станицы — в 37 верстах, от почтовой станции — в 13 верстах. Число дворов — 99, отдельно изб, не составляющих дворов — 13, число жителей мужского пола — 369, женского — 346, плугов −79, лошадей — 199, пар волов — 317, прочего рогатого скота — 1016, овец простых — 1870.
На хуторе существовала Михайло-Архангельская церковь, ныне не сохранившаяся.

## Население
| 1989 | 2002  | 2010  |
| ---- | ----- | ----- |
| 1176 | ↗1237 | ↗1348 |

## Улицы
| - пер. Первый - пер. Второй - пер. Зелёный - пер. Молодёжный - пер. Молочный - пер. Совхозный - пер. Хлебный | - ул. Братская - ул. Гапонова - ул. Красноармейская - ул. Ленина - ул. Набережная - ул. Новоселова - ул. Пионерская | - ул. Пролетарская - ул. Рабочая - ул. Степная |

## Известные уроженцы
- Гапонов, Ефим Васильевич (1912—1943) — советский военнослужащий, старший сержант, Герой Советского Союза.